# Togaricrania sinuata
Togaricrania sinuata är en insektsart som först beskrevs av Irena Dworakowska 1980.  Togaricrania sinuata ingår i släktet Togaricrania och familjen dvärgstritar. Inga underarter finns listade i Catalogue of Life.